# Riđica
Riđica (izvirno srbsko Риђица; madžarsko Regőce) je naselje v Srbiji, ki upravno spada pod Mesto Sombor; slednja pa je del Zahodnobačkega upravnega okraja.

## Demografija
V naselju živi 2141 polnoletnih prebivalcev, pri čemer je njihova povprečna starost 43,4 let (40,7 pri moških in 46,1 pri ženskah). Naselje ima 861 gospodinjstev, pri čemer je povprečno število članov na gospodinjstvo 3,01.
To naselje je, glede na rezultate popisa iz leta 2002, v glavnem srbsko, a v času zadnjih treh popisov je opazno zmanjšanje števila prebivalcev.
|  |

| Demografija | Demografija     | Demografija     |
| Leto        | Št. prebivalcev | Št. prebivalcev |
| ----------- | --------------- | --------------- |
|             |                 |                 |
|             |                 |                 |
|             |                 |                 |
|             |                 |                 |
| 1948        | 4195            |                 |
| 1953        | 4317            |                 |
| 1961        | 4291            |                 |
| 1971        | 3663            |                 |
| 1981        | 3186            |                 |
| 1991        | 2806            | 2767            |
| 2002        | 2664            | 2590            |
|             |                 |                 |

| Etnična sestava po popisu iz leta 2002 | Etnična sestava po popisu iz leta 2002 | Etnična sestava po popisu iz leta 2002 | Etnična sestava po popisu iz leta 2002 | Etnična sestava po popisu iz leta 2002 |
| -------------------------------------- | -------------------------------------- | -------------------------------------- | -------------------------------------- | -------------------------------------- |
| Srbi                                   | Srbi                                   |                                        | 2.165                                  | 83,59%                                 |
| Madžari                                | Madžari                                |                                        | 217                                    | 8,37%                                  |
| Jugoslovani                            | Jugoslovani                            |                                        | 83                                     | 3,20%                                  |
| Hrvati                                 | Hrvati                                 |                                        | 63                                     | 2,43%                                  |
| Bunjevci                               | Bunjevci                               |                                        | 9                                      | 0,34%                                  |
| Črnogorci                              | Črnogorci                              |                                        | 4                                      | 0,15%                                  |
| Romi                                   | Romi                                   |                                        | 2                                      | 0,07%                                  |
| Muslimani                              | Muslimani                              |                                        | 2                                      | 0,07%                                  |
| Makedonci                              | Makedonci                              |                                        | 2                                      | 0,07%                                  |
| Ukrajinci                              | Ukrajinci                              |                                        | 1                                      | 0,03%                                  |
| Albanci                                | Albanci                                |                                        | 1                                      | 0,03%                                  |
| Neznano                                | Neznano                                |                                        | 1                                      | 0,03%                                  |